# Laguna de Leche
Laguna de Leche también Laguna Grande o Laguna Grande de Morón) es el mayor lago natural de agua dulce en la isla de Cuba. Se encuentra en el humedal del norte de Ciego de Ávila, a 5 km (3,1 millas) al norte de Morón, y tiene una superficie total de 67,2 kilómetros cuadrados (25,9 millas cuadradas). (la Reserva Zaza hecha artificialmente tiene 113,5  km² o 43,8 millas cuadradas)
El color blanco es causado por la piedra caliza del lago, de allí el nombre Laguna de Leche. Los movimientos naturales, liberan partículas de cal del fondo del lago